# زنغي أباد (مياندوآب)
زنغي أباد هي قرية في مقاطعة مياندوآب، إيران. عدد سكان هذه القرية هو 56 في سنة 2006.